# Cybaeopsis
Cybaeopsis is een geslacht van spinnen uit de  familie van de Amaurobiidae (nachtkaardespinnen).

## Soorten
- Cybaeopsis armipotens (Bishop & Crosby, 1926)
- Cybaeopsis euopla (Bishop & Crosby, 1935)
- Cybaeopsis hoplites (Bishop & Crosby, 1926)
- Cybaeopsis hoplomacha (Bishop & Crosby, 1926)
- Cybaeopsis macaria (Chamberlin, 1947)
- Cybaeopsis pantopla (Bishop & Crosby, 1935)
- Cybaeopsis spenceri (Leech, 1972)
- Cybaeopsis tibialis (Emerton, 1888)
- Cybaeopsis typica Strand, 1907
- Cybaeopsis wabritaska (Leech, 1972)